# Pedilochilus piundaundensis
Pedilochilus piundaundensis är en orkidéart som beskrevs av Pieter van Royen. Pedilochilus piundaundensis ingår i släktet Pedilochilus och familjen orkidéer.
Artens utbredningsområde är Papua Nya Guinea. Inga underarter finns listade i Catalogue of Life.